# Yoann Lossel
Yoann Lossel, né le 23 mai 1985 à Strasbourg, est un artiste peintre français, renommé mondialement,, après avoir été découvert aux États-Unis, principalement connu pour son travail minutieux mêlant la feuille d'or au graphite.
Il est inspiré principalement par les courants français et anglais du XIXe siècle et du début du XXe siècle, notamment le symbolisme, le préraphaélisme, l'Art nouveau et l'Arts & Crafts.

## Biographie

### Enfance
Yoann Lossel naît à Strasbourg en 1985, d'un père instituteur et d'une mère diplômée des Beaux-Arts. Il grandit à Nantes, avec deux sœurs plus jeunes, au sein d'une famille qui fait une grande place à l'art et valorise la création. Il se décrit alors comme un enfant contemplatif, observateur et curieux, qui se rêve peintre devant les tableaux de la Renaissance italienne,.

### Études et formation
Il se forme à l'École Pivaut de Nantes, de laquelle il sort diplômé de la section dessin narratif en 2006 après un cursus de trois ans. Il réalise ses stages chez les illustrateurs Laurent Miny, professeur au sein de cette école, et Didier Graffet.
Il travaille ensuite comme illustrateur indépendant, notamment pour les éditions Milan, Ouest-France et Soleil.

### Reconnaissance
À 25 ans, en 2010, il quitte le monde de l'édition pour se consacrer à des expositions et des collaborations avec de nombreuses galeries d'art en France et en Belgique, mais aussi à l'étranger en Angleterre, en Australie et aux États-Unis.
Il reçoit rapidement de prestigieux prix internationaux (cf. section Prix), notamment par les jurys des institutions de l'art fantastique contemporain que sont Spectrum et Infected by Art ainsi que par la fondation de promotion de l'art réaliste Art Renewal Center.
En 2013 il est à l'affiche de quatre expositions collectives aux États-Unis :
- Faerie, Contemporary Fairy Art Group Show[6], en compagnie notamment de Brian et Wendy Froud, Jean-Baptiste Monge et Stephanie Pui-Mun Law (en) et Building a Golden Age: Contemporary Works[7], toutes deux au Krab Jab Studio de Seattle,
- Out of the Shire: a tribute exhibition to Middle-Earth[8],[9], exposition hommage à la Terre du Milieu de Tolkien, en compagnie notamment de Ted Nasmith et Iain McCaig, à la Nucleus Gallery de Los Angeles,
- Grand-Guignol - Thanatos[10], en compagnie notamment de Clive Barker, Dave McKean, Jeremy Bastian, Steve Kilbey (en) et Gail Potocki (en), au Century Guild Museum of Art de Culver City.

L'année suivante, il participe également à deux expositions outre-Atlantique, la première, présentant une sélection des travaux à l'honneur de Spectrum 20 à la Society of Illustrators (en) de New York et la seconde, comme artiste invité de l'exposition personnelle d'Allen Williams au Krab Jab Studio.
Il expose à nouveau au Krab Jab Studio en 2015, en tant que membre, avec Alice Dufeu, Bastien Lecouffe-Deharme (en), Virginie Ropars, David Thiérrée (en) et Olivier Villoingt du groupe d'artistes bretons invité pour Brittany to Cascadia, une exposition qui célèbre le légendaire de Bretagne comme source d'inspiration,. Il retrouve le Krab Jab Studio en 2017, dans le cadre de l'exposition Modern Symbolists, en compagnie notamment de Carrie Ann Baade (en), Julie Baroh (en), Kim Evans (en) et Mark A. Nelson (en).
La maison d'édition américaine Easton Press, spécialisée dans des éditions limitées luxueuses, lui commande les illustrations d'une édition du poème épique majeur de la littérature anglo-saxonne Beowulf. Il crée huit illustrations pour ce livre d'art publié en 2018 et diffusé à 1200 exemplaires.
En 2018 et 2019, il participe à l' ARC Salon 2019, exposition itinérante des lauréats de l' Art Renewal Center à New York, Los Angeles (États-Unis) et Barcelone (Espagne).
En 2020, il est à l'affiche de l'exposition Midnight Garden organisée par le magazine américain d'art contemporain Beautiful Bizarre  à la Modern Eden Gallery de San Francisco aux États-Unis.
Cette même année, il propose d'éditer un artbook rassemblant ses travaux de la décennie précédente, ainsi qu'un grand nombre d'inédits créés pour la campagne de financement participatif qui accompagne ce projet d'édition. Il réalise d'abord une campagne internationale pour la version anglaise de l'artbook, sur la plateforme Kickstarter, lancée en juin 2020. L'objectif initial de 20000 € est atteint en moins d'une heure et la campagne terminera à 950 %, montrant une reconnaissance et un engouement réels de son public. Il réalise ensuite une seconde campagne pour la version française de l'ouvrage, sur la plateforme Ulule, lancée en mars 2021 et qui terminera à 335 % de l'objectif de 20000 €, montrant ainsi que si c'est à l'étranger qu'il a d'abord été reconnu, il a aussi su rencontrer son public français.
Le grand illustrateur de l'œuvre de Tolkien, Alan Lee, rédige la préface de l'ouvrage.
En France, on peut notamment voir certaines de ses œuvres exposées au Naïa museum,
 à Rochefort en Terre en Bretagne, l'un des très rares lieux d'exposition d'art fantastique en France.

### Vie privée
Au début des années 2010 il participe à la fondation de l'association Tuatha de Brocéliande,
constituée d'artistes et artisans d'art, sorte de confrérie préraphaélite basée sur l'amitié, le partage de mêmes références artistiques et esthétiques, ainsi qu'une haute exigence de qualité et de créativité.
Il rencontre en 2015 pour une collaboration sur l'un de ses projets (le tableau The Rise) la modèle Mathilde Noël qui devient sa compagne et sa muse. Elle officie depuis 2016 en tant que photographe sous le nom de Psyché Ophiuchus, avec les mêmes références picturales que Yoann. Ils se marient en 2019.
Il vit actuellement dans la légendaire forêt de Brocéliande en Bretagne.

## Influences, techniques et thématiques

### Influences
Yoann Lossel cite couramment les courants artistiques suivants comme inspiration : la Renaissance italienne, le romantisme noir, le symbolisme, le préraphaélisme, l'Art nouveau, l'Arts & Crafts, l'âge d'or de l'illustration.
Il se sent proche des mouvements artistiques dans lesquels l'artiste est également un artisan dont la recherche artistique se reflète dans tous les aspects de sa vie. Il prend ainsi particulièrement exemple sur William Morris, fondateur de la confrérie préraphaélite, qui s'illustra dans la peinture, la littérature, l'architecture, l'édition et le design,.
Il mentionne également parmi ses influences les artistes Gustave Klimt, Alphonse Mucha, Eugène Grasset, Aubrey Beardsley, Margaret et Charles Rennie Mackintosh pour l'Art nouveau et l'Arts and Crafts, Gustave Moreau, Edgard Maxence, Fernand Khnopff, Franz von Stuck, Gustav-Adolf Mossa et Ferdinand Keller pour les symbolistes, John William Waterhouse, Edward Burne-Jones et Julia Margaret Cameron pour les préraphaélites, Gustave Doré, Edmond Dulac, Kay Nielsen, Arthur Rackham, Joseph Urban et Heinrich Lefler (en) pour l'âge d'or de l'illustration, et Alan Lee, Brian Froud, Michael Wm. Kaluta, Charles Vess et P. J. Lynch parmi les grands illustrateurs contemporains,.
Yoann Lossel cite régulièrement sa femme Psyché Ophiuchus, artiste photographe et modèle, comme une de ses plus grandes sources d'inspirations,,.

### Techniques
Son medium initial est la peinture à l'huile, mais c'est son usage du graphite mêlé à la feuille d'or qui a fait sa renommée.
Il justifie son choix de l'utilisation des feuilles d'or ainsi :

« Pour nourrir la profondeur de ces scènes, j'ai opté pour l'utilisation de feuilles d'or qui génèrent un quatrième plan par leurs manières de réfléchir la lumière. Ainsi naissent des crépuscules et des aubes. »

— Biographie
Il porte également une grande attention à l'encadrement de ses tableaux. À l'occasion de la préparation de son artbook en 2021, il explique que ses tableaux sont souvent encadrés par des entrelacements dorés notamment parce que depuis presque dix ans il les compose de manière à les inclure dans cet artbook, qu'il a souhaité dans le prolongement des livres illustrés du XIXe siècle.

### Thématiques
Ses sujets de prédilection sont la nature et ses grands paysages, y compris anciennement anthropisés (il apprécie particulièrement les ruines), le fantastique (« dans un sens large, depuis ces racines mythologiques jusqu'à aujourd'hui ») et ce qu'il qualifie de « grands thèmes classiques » qui « interrogent depuis longtemps et communiquent des idées fortes ».

## Nominations et prix

### Spectrum
Yoann Lossel est publié dans les numéros 20, 21, 22, 23, 25 et 26 de Spectrum.
Son œuvre The Golden Age est choisie comme première de couverture intérieure (sous la jaquette) de la 20e édition en 2013.
Il est en outre nommé pour le prix star montante du concours de l'édition 23 et pour le prix éditorial du numéro 25.

### Infected by Art
En 2014, pour le volume 3 de Infected by Art, Yoann Lossel remporte la troisième place du Grand prix ainsi que l'Or dans la catégorie Huile / Acrylique / Aquarelle pour Les Fleurs du Mal, et l'Argent dans la catégorie Dessin / Encre pour The Fall.
Il est également le premier lauréat du prix pour l'ensemble de l'œuvre (Body of Work), prix nouvellement créé et décerné par ses pairs, autres concurrents du concours annuel. Ses dix œuvres soumises au concours sont publiées dans l'anthologie.
En 2015, pour le volume 4, c'est le tableau The Gathering - Time and Space qui est sélectionné et récompensé du Bronze dans la catégorie Huile / Acrylique / Aquarelle.
En 2017, le jury lui décerne la première place du Grand prix pour son œuvre The Rise, qui reçoit également l'Or de la catégorie Dessin / Encre,.
Yoann Lossel reçoit une seconde fois le prix pour l'ensemble de l'œuvre et ses dix nouvelles œuvres sont publiées dans le volume 6.
Yoann Lossel est invité à rejoindre le jury pour le volume 7 en 2018.
En 2019, pour le volume 8, il remporte la 2e place du Grand prix avec son œuvre Diane (également prix Or de la catégorie Dessin / Encre), et une mention honorable dans la même catégorie pour son œuvre Fae,.
Les Jardins de Nuit est publié dans Infected by Art volume 9 en 2020.

### Art Renewal Center
En 2015, Yoann Lossel reçoit une mention d'honneur dans la catégorie Dessin de la 11e édition du concours de l'Art Renewal Center.
En 2018, lors de la 13e édition du concours, son tableau The Rise fait non seulement partie des 89 œuvres réalistes contemporaines sélectionnées parmi plus de 3750 candidatures provenant de 69 pays, mais fait également partie des 11 œuvres acquises par l' Art Renewal Center pour sa collection (ARC Purchase Awards). Il remporte également la première place dans la catégorie Dessin, la deuxième place dans la catégorie Réalisme imaginatif, le prix Aristides de la publication en Dessin et il fait partie des lauréats du prix Arcadia Contemporary.
Lors de la 14e édition, deux de ses œuvres sont sélectionnées et le tableau Diane remporte le prix de la catégorie Double.

### Prix Chesley
Yoann Lossel est nommé lors de l'édition 2019 du prix Chesley dans la catégorie meilleur travail monochrome inédit.

## Expositions
- Exposition collective Sir Lanval[48], 6 au 18 décembre 2010, Rougemont Castle (en), Exeter (Grande-Bretagne)
- Exposition collective Faerie, Contemporary Fairy Art Group Show[6], février 2013, Krab Jab Studio, Seattle (États-Unis)
- Exposition collective Building a Golden Age: Contemporary Works[7], septembre 2013, Krab Jab Studio, Seattle (États-Unis)
- Exposition collective Grand-Guignol - Thanatos[10], octobre 2013, Century Guild, Culver City (États-Unis)
- Exposition collective Out of the Shire: a tribute exhibition to Middle-Earth[9], 14 au 31 décembre 2013, Nucleus Gallery, Alhambra (États-Unis)
- Exposition collective Ardenne et Bretagne, les sœurs lointaines[49]
  - 4 juillet au 31 août 2013, Château de Comper, Concoret (France)
  - décembre 2013 à février 2014, Musée en Piconrue, Bastogne (Belgique)
- Exposition collective Spectrum[11],[12] (sélection de travaux issus de Spectrum 20), 2 septembre au 18 octobre 2014, Society of Illustrators, New York (États-Unis)
- Artiste invité de l'exposition Allen Williams Presents: Summoned par Allen Williams[13],[14], 11 au 31 octobre 2014, Krab Jab Studio, Seattle (États-Unis)
- Exposition collective Brittany to Cascadia[15], 14 février au 6 mars 2015, Krab Jab Studio, Seattle (États-Unis)
- Exposition collective Modern Symbolists[16], 26 août au 5 novembre 2017, Krab Jab Studio, Seattle (États-Unis)
- Exposition collective Her Majesty Group Show[50], 11 août au 15 septembre 2018, Haven Gallery, Northport (États-Unis)
- Exposition collective itinérante ARC Salon 2019 de l' Art Renewal Center[17]
  - 21 septembre au 2 octobre 2018, Salmagundi Club[51], New York (États-Unis)
  - 4 au 13 décembre 2018, Sotheby's[52], Los Angeles (États-Unis)
  - 8 février au 31 mars 2019, MEAM[53], Barcelone (Espagne)
- Exposition collective ARC Visions 2019[54] présentant les lauréats du Prix Arcadia Contemporary[55] du concours ARC 2019, 16 février au 2 mars 2019, Arcadia Contemporary, Pasadena (États-Unis)
- Exposition collective Le bal des lémures[56] dans le cadre du festival Court Métrange, 10 au 20 octobre 2019, MIR (Maison Internationale de Rennes), Rennes (France)
- Exposition collective Midnight Garden[18], organisée par le magazine Beautiful Bizarre, 24 octobre au 13 novembre 2020, Modern Eden Gallery, San Francisco (États-Unis)
- Exposition collective Enchanted: A History of Fantasy Illustration[57], 12 juin au 31 octobre 2021, Musée Norman Rockwell, Stockbridge (États-Unis)

## Publications

### Anthologies
- Infected by Art volumes 3, 4, 6, 8 et 9 (cf. section Prix)
- Spectrum no 20, 21, 22, 23, 25 et 26 (cf. section Prix)
- L'Univers des Dragons, Deuxième souffle, éditions Daniel Maghen, 2008

### Livres d'art
- Beowulf, éditions Easton Press, édition de luxe limitée à 1200 exemplaires, 2018

### Catalogues d'exposition
- Lanval, éditions Artus, 2010
- Ardenne et Bretagne les sœurs lointaines, éditions Musée en Piconrue, 2013

### Travaux d'illustration
- Le Chant des Brumes de Laurent Miny, Yoann Lossel, Christelle Grandjean, Ozegan ; éditions Soleil, 2010
- Le Coffre du pirate d'Odile Lozachmeur ; éditions Ouest-France, 2008